# Riva degli Schiavoni
Riva degli Schiavoni és una pintura a l'oli realitzada per Canaletto entre el 1724-1730 i actualment exposada al National Gallery de Viena.
És una insòlita vista de Venècia encarada a l'oest al llarg de la riba que porta cap al moll i el Palau Ducal. En canvi la vista en direcció contrària, cap a l'Arsenal, era un tema molt corrent, realitzada diverses vegades pel mateix Canaletto i per molts altres pintors. Sembla que aquest quadre, el primer i més petit de les dues versions, va ser un encàrrec rebut a través de Joseph Smith, mentre que el segon, més gran, data de 1736 i el va pintar per l'heroic mariscal
Johann von der Schulenburg, que havia defensat amb l'illa de Corfú dels turcs el 1716.
El paisatge que aquí es reprodueix és, en molts aspectes, típic de les primeres vedute de Canaletto de la seva ciutat natal, a la que buscava les belleses més ocultes i semblava ansiós de mostrar-la en els seus aspectes més quotidians. Es tracta d'una vista apartada del centre cerimonial i social de la ciutat, aquí representat pel distant campanar, però fonamental des del punt de vista de la composició. L'angle de visió està a l'altura dels ulls, o una mica més alt i, per tant, qui el contempla pot veure l'escena com si estigués passejant pel moll. A l'esquerra s'hi representa la bulliciosa vida de la Venècia marinera al costat d'altres elegants góndoles i desgavellades embarcacions de pesca i de càrrega. La dreta d'aquesta Riva degli Schiavoni est flanquejada per edificis escantellats.